# Stenygrocercus
Genre
Stenygrocercus est un genre d'araignées mygalomorphes de la famille des Euagridae.

## Distribution
Les espèces de ce genre sont endémiques de Nouvelle-Calédonie.

## Liste des espèces
Selon World Spider Catalog (version 21.0, 22/06/2020) :
- Stenygrocercus alphoreus Raven, 1991
- Stenygrocercus franzi Raven, 1991
- Stenygrocercus kresta Raven, 1991
- Stenygrocercus recineus Raven, 1991
- Stenygrocercus silvicola (Simon, 1889)
- Stenygrocercus simoni Raven, 1991

## Publication originale
- Simon, 1892 : Histoire naturelle des araignées. Paris, vol. 1, p. 1-256 (texte intégral).